# Sturtevant
Sturtevant és una població dels Estats Units a l'estat de Wisconsin. Segons el cens del 2009 tenia 6.599 habitants.

## Demografia
Segons el cens del 2000, Sturtevant tenia 5.287 habitants, 1.477 habitatges, i 1.057 famílies. La densitat de població era de 662,8 habitants per km².
Dels 1.477 habitatges en un 36,6% hi vivien nens de menys de 18 anys, en un 54% hi vivien parelles casades, en un 12,3% dones solteres, i en un 28,4% no eren unitats familiars. En el 22,3% dels habitatges hi vivien persones soles el 6,9% de les quals corresponia a persones de 65 anys o més que vivien soles. El nombre mitjà de persones vivint en cada habitatge era de 2,62 i el nombre mitjà de persones que vivien en cada família era de 3,06.
Per edats la població es repartia de la següent manera: un 20% tenia menys de 18 anys, un 12,9% entre 18 i 24, un 40,7% entre 25 i 44, un 19,8% de 45 a 60 i un 6,7% 65 anys o més.
L'edat mediana era de 34 anys. Per cada 100 dones de 18 o més anys hi havia 205,6 homes.
La renda mediana per habitatge era de 51.492 $ i la renda mediana per família de 56.563 $. Els homes tenien una renda mediana de 37.273 $ mentre que les dones 27.009 $. La renda per capita de la població era de 16.093 $. Aproximadament el 3,8% de les famílies i el 6,4% de la població estaven per davall del llindar de pobresa.

## Poblacions més properes
El següent diagrama mostra les poblacions més properes.